# Заим чифлик
Заим чифлик е закрито село в Югозападна България. То се намира в община Гоце Делчев, област Благоевград.

## История
В „Етнография на вилаетите Адрианопол, Монастир и Салоника“, издадена в Константинопол в 1878 година и отразяваща статистиката на населението от 1873 година Заим чифлик (Zaim tchiflik) заедно със съседните чифлици Халил ага (Halil-aga), Хасан (Hassan) и Орман (Ormane) е посочен с 51 домакинства и 200 жители българи.
Според статистиката на Васил Кънчов („Македония. Етнография и статистика“) към 1900 година в Заимъ Чифликъ живеят 90 души, всички българи християни.